# Heimsuchung (1990)
Heimsuchung ist einer der letzten TV-Filme des Deutschen Fernsehfunks aus dem Jahr 1990. Er wurde am 23. September 1990 erstmals ausgestrahlt.

## Handlung
Die Handlung spielt im Wendejahr 1989 an einer EOS der DDR. Die Lehrerin Christine Rautmann hat private Probleme und auch in der Schule ist nichts mehr wie es mal war. Ihr Sohn verlässt das Land, die Schüler wenden sich gegen Bevormundung und Opportunismus. Sie droht an den Widersprüchen zu zerbrechen, findet jedoch verständnisvolle und sensible Hilfe bei Erika.

## Drehorte
Gedreht wurde im Frühling 1990.
- Schulszene – Schule in Biesenthal
- Diskoszene – Klub am Steintor in Bernau bei Berlin